# Płazińce
Płazińce (Platyhelminthes) – typ zwierząt dwubocznie symetrycznych (Bilateria). Ich potoczna nazwa (robaki płaskie) pochodzi od listkowatego lub wydłużonego, spłaszczonego grzbietowo-brzusznie ciała. W ich budowie występuje wyłącznie pierwotna jama ciała, wypełniona parenchymą, która pełni funkcję szkieletu hydraulicznego. W większości są to organizmy hermafrodytyczne, rozmnażające się najczęściej poprzez zapłodnienie krzyżowe.
Klasycznie wśród płazińców wyróżnia się 3 gromady:
- przywry (Trematoda) – obejmująca 2 podgromady:
  - przywry monogeniczne (Monogenea),
  - przywry digeniczne (Digenea);
- tasiemce (Cestodea) – obejmująca 2 podgromady:
  - tasiemce nieczłonowane (Cestodaria),
  - tasiemce właściwe(inne języki) (Eucestoda);
- wirki (Turbellaria) – obejmująca 3 podgromady:
  - wirki bezjelitowe (Acoela),
  - wirki trójjelitowe (Tricladida),
  - wirki wielojelitowe (Polycladida).

## Morfologia i anatomia
Ich ciało pokryte jest jednowarstwowym nabłonkiem ektodermalnym, który u wirków pokryty jest rzęskami, natomiast u pasożytniczych przywr i tasiemców zlewa się w syncytium, pokryte dodatkowo oskórkiem (zabezpieczającym przed działaniem enzymów trawiennych gospodarza). Pod nabłonkiem znajdują się mięśnie gładkie pochodzenia mezodermalnego (u wirków tworzące kilka warstw). Ponieważ płazińce nie mają układu oddechowego, wymiana gazowa zachodzi u nich bezpośrednio przez powierzchnię ciała. Większość płazińców ma prosty układ pokarmowy, rozpoczynający się otworem gębowym (zazwyczaj pełniącym również funkcję otworu odbytowego) po brzusznej stronie ciała, przechodzącym w mięsistą gardziel, a następnie proste lub rozgałęzione, zazwyczaj ślepo zakończone jelito (otwór odbytowy występuje wyłącznie u niektórych wirków oraz przywr), wspomagające niekiedy rozprowadzanie składników pokarmowych w organizmie (które u wszystkich płazińców, z powodu braku układu krążenia, odbywa się za pośrednictwem płynu w parenchymie). Tasiemce nie mają układu pokarmowego, ponieważ żyjąc w jelicie cienkim gospodarza, są całe zanurzone w strawionym pokarmie i mogą go chłonąć całą powierzchnią swojego ciała.
Układ wydalniczy składa się z kanalików znajdujących się w parenchymie zakończonych protonefrydiami, do których uchodzą komórkami płomykowymi. Jego główną funkcją nie jest jednak usuwanie ubocznych produktów metabolizmu (których z powodu małej intensywności metabolizmu jest niewiele), ale osmoregulacja. Świadczy o tym chociażby brak układu wydalniczego u niektórych wirków morskich. Kanały wydalnicze większości pozostałych wirków tworzą dwa podłużne ciągi uchodzące na zewnątrz jednym lub kilkoma otworkami po grzbietowej stronie ciała. Układ wydalniczy pozostałych płazińców ma podobny plan budowy.
Prosty układ nerwowy płazińców jest zbudowany z dwóch zwojów nerwowych położonych zazwyczaj w przedniej części ciała oraz z odchodzących pni nerwowych połączonych poprzecznymi spoidłami. U wolnożyjących wirków najsilniej rozwinięte są dwa pnie położone po brzusznej stronie ciała. Występują u nich także dość dobrze wykształcone narządy zmysłów, wśród których obecne są zarówno chemoreceptory, mechanoreceptory (receptory dotyku), jak i fotoreceptory (proste oczka), w liczbie od jednej do kilkunastu par. Niektóre morskie wirki mają też statocysty. Pasożyty natomiast mają słabo rozwinięty układ nerwowy bez wyspecjalizowanych narządów zmysłów. Występują u nich jedynie komórki czuciowe i proste chemoreceptory.